# Krottendorf-Gaisfeld
Krottendorf-Gaisfeld è un comune austriaco di 2 433 abitanti nel distretto di Voitsberg, in Stiria; capoluogo comunale è Krottendorf.